# Kompromat
Kompromat (in russo компромат?; ) è un vocabolo della lingua russa  ottenuto dalla contrazione dei due termini компрометирующий e материал ("materiali compromettenti"). Il termine è usato per indicare un dossier contenente informazioni, documenti, o altri materiali riguardanti un uomo politico, o altro personaggio di rilevanza pubblica, il cui contenuto, se divulgato, è in grado di denigrarne la figura o metterla in cattiva luce.
Tali materiali possono essere usati per campagne di discredito e a scopo di diffamazione, ma possono anche tenuti nascosti come arma con cui imporre ricatti nei confronti delle persone coinvolte, non solo avversari, ma anche compagni di cordata, di cui garantirsi la lealtà grazie all'effetto deterrente. 
Materiali di questo tipo vengono acquisiti e raccolti da varie agenzie di sicurezza e da servizi di intelligence, o fabbricate allo scopo (anche ordendo falsificazioni, o inducendo la vittima a cadere in un tranello), per poi essere divulgate pagando un giornalista. 
L'ampio uso del kompromat ha costituito una delle peculiarità più caratterizzanti della politica della Russia e dell'Unione Sovietica, oltre che di altri stati dell'orbita post-sovietica.

## Etimologia
La parola kompromat non conosce un equivalente esprimibile con un singolo termine in lingua italiana, ma anche in altre lingue. La traduzione letterale della parola è "materiale compromettente", con riferimento a informazione infamante o denigratoria che viene raccolta, conservata, comprata, venduta, o usata con fini strategici in tutti i campi: politico, elettorale, legale, professionale, giudiziario, nel business e nel mondo dei mezzi di comunicazione di massa. 
L'origine del termine risale agli anni '30 del Novecento, quando il termine fu coniato nell'ambito delle attività condotte dalla polizia segreta, del cui gergo entrò a far parte.

## Esempi storici
Negli anni '50 del XX secolo, il funzionario britannico John Vassall fu vittima di un'operazione di cosiddetto honey trapping, con cui fu imbastito, ai suoi danni, uno scandalo sessuale a sfondo gay, che avrebbe potuto essere usato come una forma di kompromat contro di lui, visto che, all'epoca, non vi era alcun riconoscimento dei diritti LGBT nel Regno Unito.
Durante una visita a Mosca nel 1957 il giornalista americano Joseph Alsop cadde anch'egli vittima di una honey trap a sfondo omosessuale ordita dal KGB.
Nel 1997, Valentin Kovalev fu rimosso dal Ministero della giustizia della Federazione russa dopo l'uscita, su un giornale, di fotografie che lo riprendevano in una sauna in compagnia di prostitute controllate dalla potente organizzazione criminale Solntsevskaya Bratva. In un'intervista concessa a un altro giornale, Kovalev disse che il "Kompromat è vile. Una volta partito, non conosce limiti. In Russia, il Kompromat è sempre efficace ".
Un caso molto celebre avvenne nel 1999, quando fu messo in onda un video in cui un uomo somigliante a Yury Skuratov giaceva in un letto intento a fare sesso con due donne: il filmato fu divulgato solo quando Skuratov iniziò a occuparsi delle accuse di corruzione a carico del Presidente Boris Yeltsin e della sua cerchia: questo portò alle sue dimissioni dalla carica di Procuratore Generale della Russia. Skuratov si difese da quella che diceva essere una falsificazione che riprendeva un sosia e accusò in modo esplicito Vladimir Putin, allora a capo del FSB (Federalnaja Služba Bezopasnosti, il servizio segreto russo successore del KGB), di aver orchestrato la trappola. Putin dichiarò autentico il filmato e sostenne l'identità di Skuratov con l’uomo ripreso nel video. In quello stesso anno 1999, Skuratov si candidò a Primo ministro della Federazione Russa ma, con un misero 1% dei voti riscossi, subì una sonora sconfitta proprio da Vladimir Putin, che fu eletto alla carica.
Nel mese di agosto 2009 apparvero dei video, che si ritengono esser stati diffusi dal FSB, che affermavano di riprendere il diplomatico statunitense Brendan Kyle Hatcher intento a parlare al telefono cellulare con una prostituta; in una scena successiva, si vede la stessa persona intenta in un rapporto sessuale con una donna. Il Dipartimento di Stato degli Stati Uniti d'America protestò l'innocenza del suo diplomatico, accusando la registrazione come una falsificazione
Nell'aprile 2010, il politico Illja Jašin e il comico Victor Shenderovič si trovarono coinvolti in uno scandalo sessuale con una donna che avrebbe agito come esca ingaggiata dal Cremlino per screditare figure dell'opposizione Il video fu diramato appena due giorni prima del matrimonio della figlia di Shenderovič.
In anni successivi, si è sospettato (o anche accusato) che agenti del governo russo abbiano fabbricato dei kompromat mettendo immagini di pornografia infantile nei personal computer di persone da rendere oggetto di pubblico discredito Nel 2015, il Crown Prosecution Service britannico annunciò di voler incriminare Vladimir Bukovskij per il ritrovamento di "immagini proibite" sul suo computer Tuttavia, il caso giudiziario contro Bukovshy è rimasto in stasi quando gli investigatori hanno cercato di determinare se le immagini pornografiche fossero state collocate nel suo hard disk in modo illegale.
In vista delle Elezioni parlamentari russe del 2016, l'emittente NTV, di proprietà di Gazprom, ha mostrato un video porno-amatoriale di Mikhail Kasyanov
Dopo l'Elezioni presidenziali statunitensi del 2016, il 10 gennaio 2017 è emerso che le agenzie di intelligence statunitensi stavano indagando sulla possibile esistenza di informazioni personali e finanziarie compromettenti sul presidente eletto Donald Trump, che ha portato a presunte affermazioni circa la possibilità che Trump e membri della sua amministrazione potrebbero essere vulnerabili a manipolazioni da parte del governo russo.

## Tecniche
Nei primi tempi, il kompromat si realizzava con foto artefatte attraverso fotomontaggi, rinvenimento di stupefacenti nascosti, video sgranati di relazioni con prostitute assoldata dal KGB, e un'ampia gamma di altre tecniche per incastrare e persone. Col tempo, le metodologie e le tecniche si sono evolute fino a comprendere, nell'era di Internet, forme di cybercrime.
Un aspetto, però, ancora perdura del kompromat dei primordi e riguarda il tipo di informazioni compromettenti raccolte, che, come allora, sono spesso di natura sessuale

## Uso
Nella politica degli Stati Uniti d'America è costume consolidato quello secondo cui le opposizioni conducono ricerche per scovare materiali compromettenti su avversari politici così che tale materiale indebolisca gli oppositori una volta reso pubblico e divulgato (una pratica politica nota come opposition research). Tuttavia, il kompromat differisce da tali pratiche in quanto l'informazione raccolta è usata per esercitare influenza sulla gente.
Il kompromat è descritto come una parte integrante della cultura politica della Russia, in cui è molto frequente che membri dell'élite del mondo degli affari e della politica raccolgano, in modo preventivo, dossier di materiale compromettente sui loro avversari 
Il kompromat non è necessariamente inteso a colpire singoli o gruppi, ma, piuttosto, a raccogliere ogni tipo di informazione che potrebbe tornare utile in tempi successivi 
Video di rapporti compromettenti vengono prodotti molto prima di essere usati per condizionare la gente.